# 山崎信之郎
山崎 信之郎（やまざき しんしろう、1947年3月4日 - ）は日本の防衛官僚。

## 人物
東京都出身。1972年東京大学経済学部卒業。1974年防衛庁入庁。1980年防衛施設庁労務部労務企画課部員。各課部員を経て、1990年防衛施設庁施設部施設対策第三課長。その後防衛庁長官官房総務課長、広島防衛施設局長、那覇防衛施設局長、国際平和協力本部次長を経て2005年運用局長（2006年運用企画局長に再編）。守屋武昌の後任の事務次官に名前も挙がったが退官。

## 略歴
- 1972年3月　東京大学経済学部卒業
- 1974年4月　防衛庁入庁　長官官房総務課
- 1974年5月　防衛局防衛課
- 1975年5月　長官官房広報課
- 1976年12月　通商産業省機械情報産業局通商課
- 1979年4月　防衛局計画官付部員
- 1980年8月　防衛施設庁労務部労務企画課部員
- 1981年4月　防衛局計画官付部員
- 1982年12月　長官官房総務課部員
- 1983年6月　防衛局調査第二課総括·分析班部員
- 1984年5月　防衛局調査第二課総括·分析班長
- 1985年4月　長官官房総務課付
- 1985年6月　在アメリカ合衆国日本国大使館一等書記官
- 1988年7月　装備局管理課部員
- 1989年6月　長官官房企画官(兼)装備局管理課
- 1990年7月　防衛施設庁施設部施設対策第三課長
- 1992年6月　防衛局調査第二課長
- 1994年7月　防衛局運用課長
- 内閣官房内閣安全保障室内閣審議官兼内閣総理大臣官房参事官
- 1998年　長官官房総務課長[2]
- 1999年　広島防衛施設局長
- 2000年　那覇防衛施設局長
- 2002年　内閣府国際平和協力本部事務局次長
- 2004年　防衛施設庁総務部長
- 2005年　運用局長[3]
- 2006年7月　運用企画局長
- 2007年8月　退官
- 三菱電機電子システム事業本部顧問

## 同期
- 清水繁（福岡防衛施設局長）、冨永洋（防衛施設庁技術審議官）、戸田量弘（防衛研究所長）らがいる。